# Svínoy község
Svínoy község (feröeriül: Svínoyar kommuna) egy megszűnt község Feröeren. Svínoy szigetét foglalta magába.

## Történelem
A község 1932-ben jött létre Fugloy és Svínoy egyházközség szétválásával.
2009. január 1-jétől Klaksvík község része.

## Önkormányzat és közigazgatás

### Települések
| Település | Mióta a község része | Előző község                  | Meddig a község része | Következő község | Megjegyzés         |
| --------- | -------------------- | ----------------------------- | --------------------- | ---------------- | ------------------ |
| Svínoy    | 1932                 | Fugloy és Svínoy egyházközség | 2008. december 31.    | Klaksvík község  | A község székhelye |

## Népesség
| Év              | Lakosság |
| --------------- | -------- |
| 1986. január 1. | 62       |
| 1991. január 1. | 59       |
| 1996. január 1. | 65       |
| 2001. január 1. | 63       |
| 2006. január 1. | 55       |